# Laccophilus salobrinus
Laccophilus salobrinus är en skalbaggsart som beskrevs av Guignot 1958. Laccophilus salobrinus ingår i släktet Laccophilus och familjen dykare. Inga underarter finns listade i Catalogue of Life.